# Осетрова Галина Олександрівна
Гали́на Олекса́ндрівна Осетро́ва (16 лютого 1947, станція Плесецька, нині селище міського типу Плесецьк, один із районних центрів Архангельської області, Російська Федерація) — український краєзнавець. Член Національної спілки краєзнавців України.

## Біографія
Народилася в сім'ї історика та краєзнавця Олександра Федоровича Осетрова (1922–1970), який від 1963 року завідував кафедрою суспільних наук Кам'янець-Подільського педагогічного інституту (нині Кам'янець-Подільський національний університет імені Івана Огієнка).
У Кам'янці-Подільському закінчила середню школу № 15. 1969 року закінчила історичний факультет Кам'янець-Подільського педагогічного інституту (нині Кам'янець-Подільський національний університет імені Івана Огієнка). В одній групі з нею навчався історик Валерій Степанков, у паралельній групі — поет Анатолій Ненцінський. Працювала в Кам'янець-Подільському державному історичному музеї-заповіднику. Нині старший науковий співробітник Національного історико-архітектурного заповідника «Кам'янець».

## Творчість
Співавтор туристичного путівника «Кам'янець-Подільський» (Львів, 2003, польська версія — 2004, перевидання — 2007). Написала для нього розділ «Вірменські квартали».
2011 року в серії «Поділля туристичне» видавництво ПП «Медобори-2006» видало брошуру Галини Осетрової «Герби в пам'ятках архітектури Кам'янця». Попри невеликий обсяг — 40 сторінок, видання розраховане на широке коло читачів, насичене великим фактажем про державні, територіальні та шляхетські герби на архітектурних пам'ятках НІАЗ «Кам'янець», щедро проілюстроване.
2014 року у видавництві «Медобори-2006» вийшла добре ілюстрована 64-сторінкова книжка Осетрової «Латинські написи в пам'ятках архітектури Кам'янця».
Автор численних публікацій у наукових збірниках, місцевій періодиці.

## Деякі публікації
- Поділля — пензлем іноземців // Прапор Жовтня. — 1989. — 9 вересня. — С. 7.
- Латинські написи в пам'ятках архітектури м. Кам'янця-Подільського // VIII Подільська історико-краєзнавча конференція. Секція історії дожовтневого періоду. — Кам'янець-Подільський, 1990. — С. 76—78.
- Фадей Рутковський: Напівзабуті імена // Прапор Жовтня. — 1990. — 19 жовтня. — С. 3.
- Псевдонім — Подолянин: Напівзабуті імена // Край Кам'янецький. — 1991. — 7 вересня. — С. 2.
- Монастир черниць-візиток // Кам'янець-Подільський вісник. — 1992. — 30 грудня. — С. 3.
- До питання про кольори герба Поділля // Матеріали IX Подільської історико-краєзнавчої конференції. — Кам'янець-Подільський, 1995. — С. 154—156.
- Палаци Кам'янця // Матеріали IX Подільської історико-краєзнавчої конференції. — Кам'янець-Подільський, 1995. — С. 175—177.
- Кам'янецькі адреси Казимира Липинського // Поділля і Волинь у контексті українського національного відродження: Науковий збірник. — Хмельницький: Доля, 1995. — С. 120—122.